# Liodessus abjectus
Liodessus abjectus är en skalbaggsart som först beskrevs av Sharp 1882.  Liodessus abjectus ingår i släktet Liodessus och familjen dykare. Inga underarter finns listade i Catalogue of Life.